# Hassa al-Mansuri
Hassa al-Mansuri (arabisch هزاع المنصوري, DMG Hazzāʿ al-Manṣūrī; geb. 13. Dezember 1983 in Al Wathba) ist ein Militärpilot und der erste Astronaut aus den Vereinigten Arabischen Emiraten. Sein erster Raumflug führte im September 2019 zur Internationalen Raumstation (ISS) und dauerte eine Woche.

## Ausbildung und Militärlaufbahn
Al-Mansuri wurde in al-Wathba, einer Vorstadt von Abu Dhabi, geboren und wuchs in der nahegelegenen al-Dhafra-Region auf. An der Militärakademie Khalifa bin Zayed Air College in al-Ain erwarb er einen Bachelor-Abschluss im Fach Luftfahrtwissenschaft. Er wurde jüngster Pilot der Luftstreitkräfte der Emirate und flog zuletzt den Kampfjet F-16. Al-Mansuri bildete F-16-Piloten aus und war Kunstflieger mit diesem Jet.

## Astronautentätigkeit
Im Jahr 2017 wurde das bemannte Raumfahrtprogramm der Vereinigten Arabischen Emirate ins Leben gerufen. Hassa al-Mansuri bewarb sich als einer von 4022 Astronautenkandidaten. Nach einem mehrstufigen Auswahlverfahren fiel im September 2018 die Entscheidung, dass er zusammen mit Sultan al-Nejadi die erste Raumfahrergruppe der Emirate bildet. Beide trainierten seitdem am Juri-Gagarin-Kosmonautentrainingszentrum bei Moskau.
Al-Mansuri war zunächst als Besatzungsmitglied des ISS-Zubringerflugs Sojus MS-12 im April 2019 vorgesehen. Nach dem Fehlstart von Sojus MS-10 änderte sich jedoch die Crewplanung für die Raumstation. Al-Mansuri wurde zusammen mit Oleg Skripotschka und Jessica Meir für die ISS-Mission Sojus MS-15 eingeteilt, die am 25. September 2019 die Raumstation anflog. Dort war er unter anderem für die Betreuung von 16 Experimenten aus seinem Heimatland zuständig, die im Rahmen des Wettbewerbs Science in Space (Wissenschaft im Weltraum) an 16 verschiedenen Schulen entworfen worden waren. Al-Mansuris Rückflug fand am 3. Oktober 2019 mit Sojus MS-12 statt.

## Privates
Al-Mansuri ist verheiratet und hat vier Kinder.